# Keikyū Zushi-Linie
| Bahnhof Jimmuji |                      |                            |           |
| Streckenlänge: | 5,9 km               |                            |           |
| Spurweite: | 1435 mm (Normalspur) |                            |           |
| Stromsystem: | 1500 V =             |                            |           |
| Streckengeschwindigkeit: | 100 km/h             |                            |           |
| Zweigleisigkeit: | ganze Strecke        |                            |           |
| |                      |                            |           |
| Gesellschaft: | Keikyū               |                            |           |
| \| \| \| J-TREC \| \| \| \| \| Beginn Dreischienengleis \| \| \| \| \| → Kanazawa Seaside Line \| 1989– \| \| \| 0,0 \| Kanazawa-hakkei (金沢八景) \| 1930– \| \| \| \| ↑→ Keikyū-Hauptlinie \| 1930– \| \| \| \| Jijū-gawa \| \| \| \| 1.3 \| Mutsuura (六浦) \| 1943– \| \| \| \| Yokosuka-Autobahn \| \| \| \| \| \| \| \| \| \| \| \| \| \| \| Ende Dreischienengleis \| \| \| \| 4,1 \| Jimmuji (神武寺) \| 1931– \| \| \| \| \| \| \| \| \| → Yokosuka-Linie \| 1889– \| \| \| 5,7 \| Shōnan Zushi (湘南逗) \| 1930–1985 \| \| \| 5,9 \| Zushi-Hayama (京浜逗子) \| 1985– \| \| \| \| ← Yokosuka-Linie \| 1889– \| \| \| 6,1 \| Zushi-Kaigan (逗子海岸) \| 1931–1985 \| |                      |                            |           |
| Betriebsstelle Streckenanfang · Strecke |                      | J-TREC                     | J-TREC    |
| |                      | Beginn Dreischienengleis   |           |
| Strecke |                      | → Kanazawa Seaside Line    | 1989–     |
| | 0,0                  | Kanazawa-hakkei (金沢八景) | 1930–     |
| Abzweig geradeaus und nach links |                      | ↑→ Keikyū-Hauptlinie       | 1930–     |
| Brücke über Wasserlauf |                      | Jijū-gawa                  | Jijū-gawa |
| Haltepunkt / Haltestelle | 1.3                  | Mutsuura (六浦)            | 1943–     |
| |                      | Yokosuka-Autobahn          |           |
| Tunnel |                      |                            |           |
| Tunnel |                      |                            |           |
| |                      | Ende Dreischienengleis     |           |
| Strecke · Haltepunkt / Haltestelle | 4,1                  | Jimmuji (神武寺)           | 1931–     |
| Tunnel · Strecke |                      |                            |           |
| Abzweig geradeaus und von links · Kreuzung geradeaus oben |                      | → Yokosuka-Linie           | 1889–     |
| Strecke · ehemaliger Haltepunkt / Haltestelle | 5,7                  | Shōnan Zushi (湘南逗)      | 1930–1985 |
| Strecke · Kopfbahnhof Strecke ab hier außer Betrieb | 5,9                  | Zushi-Hayama (京浜逗子)    | 1985–     |
| Strecke nach halbrechts · Strecke (außer Betrieb) |                      | ← Yokosuka-Linie           | 1889–     |
| Kopfbahnhof Streckenende (Strecke außer Betrieb) | 6,1                  | Zushi-Kaigan (逗子海岸)    | 1931–1985 |

Die Keikyū Zushi-Linie (jap. 京急逗子線, Keikyū Zushi-sen) ist eine Eisenbahnstrecke auf der japanischen Insel Honshū, die von der Bahngesellschaft Keikyū betrieben wird. Sie verbindet die Stadt Zushi in der Präfektur Kanagawa mit der nach Yokohama führenden Keikyū-Hauptlinie.

## Streckenbeschreibung
Die 5,9 km lange Strecke ist durchgehend zweigleisig ausgebaut, mit 1500 V Gleichspannung elektrifiziert und bedient vier Bahnhöfe (einschließlich der beiden Endstationen). Ihre Spurweite beträgt 1435 mm (Normalspur), die  in Japan – abgesehen vom Shinkansen-Hochgeschwindigkeitsnetz – selten vorkommt. Die Höchstgeschwindigkeit beträgt 100 km/h. Die Strecke zweigt im Bahnhof Kanazawa-hakkei von der Keikyū-Hauptlinie ab und führt nach Zushi-Hayama. Dabei durchquert sie die Miura-Halbinsel in südwestlicher Richtung und verbindet die Bucht von Tokio mit der Sagami-Bucht. Kurz vor der südlichen Endstation kreuzt sie die Yokosuka-Linie auf einer Brücke.
Zwischen Jimmuji und Kanazawa-hakkei ist auf der westlichen Seite der Trasse ein Dreischienengleis mit zusätzlicher Kapspur (1067 mm) verlegt. Es ermöglicht eine Verbindung zwischen dem Bahnhof Zushi an der Yokosuka-Linie und einer Produktionsstätte des Schienenfahrzeugherstellers J-TREC, die sich in Yokohamas Stadtbezirk Kanakawa-ku befindet. Das Kapspurgleis wird benötigt, um fertiggestellte Züge an JR East und andere Kunden auszuliefern.

## Züge
Abgesehen von geringen Abweichungen am Morgen und am Abend wird auf der Zushi-Linie ein Zehn-Minuten-Takt angeboten, wobei sämtliche Züge grundsätzlich an allen Bahnhöfen halten. Bei der überwiegenden Mehrzahl handelt es sich um die Zuggattung Airport Express (jap. エアポート急行; Eapōto Kyūkō), die nördlich von Kanazawa-hakkei als Schnellzug nach Yokohama und zum Flughafen Haneda verkehrt. Einzelne Züge in den Tagesrandlagen sind als Nahverkehrszüge (jap. 普通; Futsū) klassifiziert und fahren von Zushi nach Kanazawa-hakkei oder darüber hinaus nach Shinagawa. Reisende nach Tokio müssen in der Regel umsteigen.

## Geschichte
Die Bahngesellschaft Shōnan Denki Tetsudō eröffnete am 1. April 1930 die Zushi-Linie von Kanazawa-hakkei nach Shōnan Zushi (etwa 200 m nördlich des heutigen Bahnhofs Zushi-Hayama gelegen). Genau ein Jahr später folgten die Eröffnung des Bahnhofs Jimmuji und die Inbetriebnahme einer Verlängerung um 400 m nach Zushi-Kaigan. Die Shōnan Denki Tetsudō pflegte stets eine enge Zusammenarbeit mit der Keihin Denki Tetsudō und ging am 1. November 1941 in dieser auf. Ein halbes Jahr später, am 1. Mai 1942, schlossen sich die Keihin Denki Tetsudō, die Odakyū Dentetsu und die Tōkyū Dentetsu zum Daitōkyū-Konglomerat zusammen; am 31. Mai 1944 stieß die Keiō Dentetsu hinzu.
Der Pazifikkrieg erforderte Rationalisierungsmaßnahmen. Am 1. September 1942 wurde die Strecke nach Shōnan Zushi zurückgezogen und am 15. November 1943 musste das zweite Streckengleis auf Anordnung der Regierung entfernt werden, damit es an strategisch wichtigeren Orten wiederverwendet werden konnte. Zwei Jahre nach Kriegsende beschlossen die Daitōkyū-Aktionäre am 26. November 1947 an einer außerordentlichen Versammlung, das finanziell angeschlagene Konglomerat durch Ausgründungen aufzulösen. Am 1. Juni 1948 nahm die Keihin Denki Tetsudō ihre Geschäftstätigkeit unter dem neuen Namen Keihin Kyūkō Dentetsu (abgekürzt Keikyū) wieder auf. Als erste Maßnahme reaktivierte sie am 3. Juli 1948 den Bahnhof Zushi-Kaigan. Ab 16. August desselben Jahres stand wieder ein zweites Streckengleis zur Verfügung und ab 6. September bot die Keikyū erstmals umsteigefreie Verbindungen nach Yokohama an. Der am 15. Februar 1943 eingerichtete Bahnhof Mutsuura blieb während des Krieges Angehörigen der Kaiserlichen Marine vorbehalten und stand ab 1. März 1949 der Öffentlichkeit zur Verfügung.
Der letzte verbliebene eingleisige Abschnitt zwischen Shōnan Zushi und Zushi-Kaigan erhielt im Juni 1958 ebenfalls ein zweites Streckengleis. Die zwei Bahnhöfe in kurzer Entfernung zueinander in der Stadt Zushi erwiesen sich mit der Zeit als betrieblich problematisch, weshalb die Keikyū beschloss, sie durch einen Neubau auf halbem Weg dazwischen zu ersetzen.
Am 2. März 1985 eröffnete sie den Bahnhof Shin-Zushi, der seit dem 14. März 2020 Zushi-Hayama heißt.

## Liste der Bahnhöfe

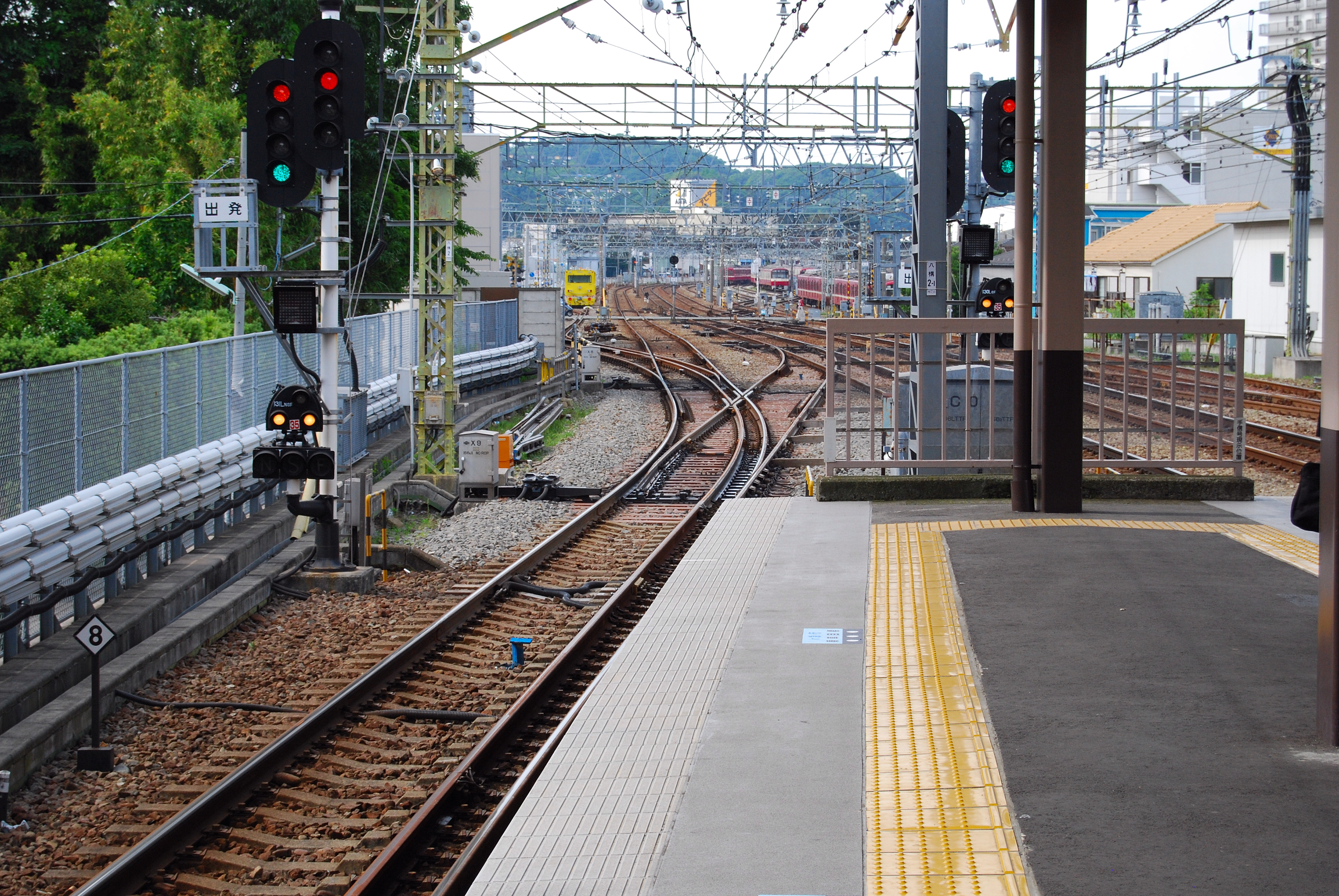
Dreischienengleis beim Bahnhof Kanazawa-hakkei

| Name | Name                       | km  | Anschlusslinien                         | Lage   | Ort                   |
| ---- | -------------------------- | --- | --------------------------------------- | ------ | --------------------- |
| KK50 | Kanazawa-hakkei (金沢八景) | 0,0 | Keikyū-Hauptlinie Kanazawa Seaside Line | Koord. | Kanazawa-ku, Yokohama |
| KK51 | Mutsuura (六浦)            | 1,3 |                                         | Koord. | Kanazawa-ku, Yokohama |
| KK52 | Jimmuji (神武寺)           | 4,1 |                                         | Koord. | Zushi                 |
| KK53 | Zushi-Hayama (逗子・葉山)  | 5,9 | im Bhf. Zushi: Yokosuka-Linie           | Koord. | Zushi                 |